# Georges Braque
Georges Braque (n. 13 mai 1882, Argenteuil, Franța – d. 31 august 1963, Paris, Franța) a fost un pictor francez, considerat co-fondator - alături de Pablo Picasso - al cubismului.

## Biografie
Braque a învățat la început meseria de pictor-decorator în Le Havre, frecventând în același timp cursurile serale de pictură la "École des Beaux-Arts" din aceeași localitate. Sosește la Paris în anul 1900 și se hotărăște să se ocupe de pictura artistică. Dintre primele sale încercări, aflate sub semnul influenței lui Corot și Édouard Manet, s-au păstrat până în ziua de astăzi puține tablouri. Adevăratul debut al lui Braque coincide cu descoperirea fauviștilor în timpul "Salonului de Toamnă" din anul 1905. "Matisse și Derain mi-au trasat drumul" - mărturisește artistul. Două evenimente importante îi vor influența viața și dezvoltarea artistică ulterioară: expoziția retrospectivă a operelor lui Paul Cézanne și întâlnirea cu Picasso în Galeria de artă a lui Kahnweiler. În consecință artistul începe să se îndepărteze de fauvism. Pânzele pe care Braque le va expune la sfârșitul anului 1908 îl determină pe criticul Louis Vauxcelles să pronunțe celebrele cuvinte despre "formele reduse la scheme geometrice, la cuburi".
La începutul anului 1909, când Braque și Picasso și-au dat seama că sunt interesați de același gen de experimente artistice, se hotărăsc să le continue împreună. Începe astfel o colaborare extraordinar de intensă care avea să ducă la fondarea cubismului, care a rupt cu tradiția clasică a perspectivei pentru o opțiune artistică de descompunere a obiectului reprezentat într-o mulțime de suprafețe mici, geometrizate (cubismul analitic). Acest procedeu permite prezentarea în paralel a mai multor fațete ale aceluiași obiect pe un singur plan.
La începutul anului 1912 Braque realizează sculpturile cubiste, construcții din hârtie. În primăvară Picasso, inspirat de acestea, descoperă colajul (collage). Vara următoare, Braque va dezvolta această inovație care va avea ca rezultat tehnica "papiers collés". În 1913, la celebra "Armory Show" din New York sunt expuse pentru prima dată tablouri ale lui Georges Braque.
Mobilizat în anul 1914, este grav rănit în 1915 și revine la activitatea artistică abia în anul 1917. Își reia opera din punctul în care o lăsase, dar cu timpul se îndepărtează într-o oarecare măsură de stilistica cubistă, realizând minunate compoziții de natură moartă. Începând din anul 1947, munca îi va fi adeseori întreruptă de boală. Colaborează cu Fernand Mourlot, care îi va tipări litografiile. Braque va mai avea încă vreme - între anii 1949 și 1956 - să realizeze celebra serie Ateliers, un admirabil ciclu de opt pânze, care par să reprezinte recapitularea momentelor cheie ale creației sale. La 31 august 1963, Braque moare în locuința lui din Paris.

## Lucrări
- Bărci de pescuit